# Gustavo Fontán
Gustavo Fontán es un director de cine y de teatro argentino que nació en Banfield, provincia de Buenos Aires, Argentina, el 24 de diciembre de 1960, desde 2013 está en pareja con la exitosa escritora Gloria Amelia Peirano.

## Actividad profesional
Se licenció en Letras en la Facultad de Filosofía y Letras de la Universidad de Buenos Aires e hizo cursos de realización cinematográfica. Es profesor en la Facultad de Ciencias Sociales de la Universidad Nacional de Lomas de Zamora. Dirigió filmes de ficción y documentales, ha escrito narraciones, poemas y dramas y es director de teatro.
Dirigió los cortometrajes Luz de otoño (1992) y Canto de cisne (1994). Este último en torno a la figura y la poética de Jacobo Fijman, un poeta que vivió durante 30 años internado en el Hospital psiquiátrico Borda en Buenos Aires. Luego vinieron los mediometrajes Ritos de paso (1997), un filme de cine experimental sobre la figura del escritor argentino Macedonio Fernández (1997) y Marechal o la batalla de los ángeles (2001), un documental sobre el escritor argentino Leopoldo Marechal.
En 1994 fue asistente de dirección en los documentales Mariquita y Perichona dirigido por Clara Zapettini y Regina, dirigido por Laura Búa, ambos producidos por Lita Stantic.
En 2003 estrenó su primer largometraje Donde cae el sol, que fue la última película protagonizada por Alfonso De Grazia, en la que también actuó Mónica Gazpio, que participó en 2002 el Festival Internacional de Cine de Mar del Plata, en 2003 en el Festival de Cine de Lérida, donde obtuvo el Premio del Público y en el Festival de Cine de Toulouse. En 2003 colaboró en el guion de La cruz del Sur, filme dirigido por Pablo Reyero que compitió en el Festival Internacional de Cine de Cannes de 2003.Como director de teatro se recuerdan sus puestas de El despojamiento de Griselda Gambaro y de El acompañamiento de Carlos Gorostiza.
En 2011 recibió el Diploma al Mérito de la Fundación Konex como uno de los 5 mejores documentalistas de la década.

## Director de teatro
- El despojamiento, de Griselda Gambaro (2000)
- Ojalá venga pronto el pájaro del río, de su autoría (1998)
- El acompañamiento, de Carlos Gorostiza (1996)
- Umbral para dos solos, de su autoría (1995)
- Del maravilloso mundo animal: Los corderos

## Filmografía
Director de cine
- "limonero real" (2016)
- El rostro (enlace roto disponible en Internet Archive; véase el historial, la primera versión y la última). (2013)
- La casa (enlace roto disponible en Internet Archive; véase el historial, la primera versión y la última). (2012)
- La madre (enlace roto disponible en Internet Archive; véase el historial, la primera versión y la última). (2012)
- Elegía de abril (2010)
- La madre (2009)
- La orilla que se abisma (2008)
- El árbol (enlace roto disponible en Internet Archive; véase el historial, la primera versión y la última). (2006)
- El paisaje invisible (2003). Mediometraje.
- Donde cae el sol (2002)
- Marechal, o la batalla de los ángeles (2001). Mediometraje 63 min.
- Ritos de paso (1997). Mediometraje 60 min.
- Canto del cisne (1994). Cortometraje 20 min.
- Luz de otoño (1992). Cortometraje 30 min.

Guionista de cine
- Elegía de abril (2010)
- La madre (2009)
- La orilla que se abisma (2008)
- El árbol (enlace roto disponible en Internet Archive; véase el historial, la primera versión y la última). (2006)
- El paisaje invisible (2003). Mediometraje.
- Donde cae el sol
- La cruz del sur (2002)
- Marechal, o la batalla de los ángeles (2001). Mediometraje.
- Ritos de paso (1997). Mediometraje.
- Canto del cisne (1994). Cortometraje.
- Luz de otoño (1992). Cortometraje.

Productor
- La madre (2009)
- El paisaje invisible (2003). Mediometraje.
- Donde cae el sol (2002)

Asistente de dirección
- Mariquita y Perichona (1994)
- Regina (1994)

Actor
- El árbol (2006)

Diseño de producción
- La fe del volcán (2002)